# Ochędzyn
Ochędzyn – osada leśna w Polsce, położona w województwie łódzkim, w powiecie wieruszowskim, w gminie Wieruszów.
W latach 1975–1998 miejscowość administracyjnie należała do województwa kaliskiego.

## Nazwa
Współcześnie nazwą Ochędzyn określa się osadę leśną. W przeszłości Ochędzynem była nazywana granicząca z osadą leśną wieś Stary Ochędzyn.